# Bantowie

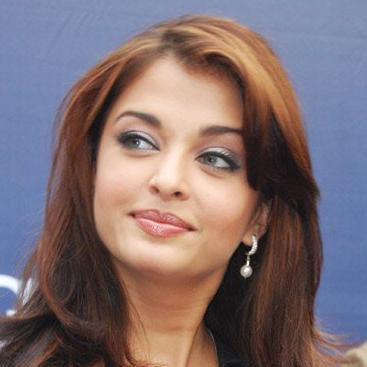
Aishwarya Rai

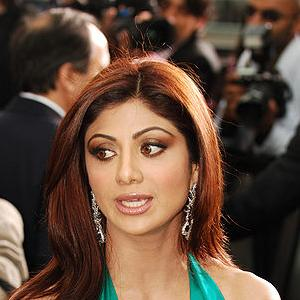
Shilpa Shetty

Lokalizacja Tulu Nadu na granicy Karnataki i Kerali

Bantowie (tulu: ಬಂಟರ trl. bantar; ang. Bunts) – matrylinearna kasta indyjska zamieszkująca głównie tereny Tulu Nadu, czyli dystryktów Udupi i Dakszina Kannada w stanie Karnataka oraz taluku Kasaragod w stanie Kerala. Zaliczani są do warny kszatrijów, są spokrewnieni z Nayarami z Kerali. Posługują się macierzystym językiem tulu lub dialektem kundagannada (językiem kannada pozostającym pod silnym wpływem tulu). Najczęściej występującymi nazwiskami są Shetty oraz Rai. 

## Historia
Bantowie wywodzą się z feudalnej arystokracji Królestwa Widźajanagaru, po jego upadku przekształcili się w klasę właścicieli ziemskich, niekiedy służących jako oficerowie w różnych efemerycznych księstwach hinduskich. Od początku XX w. rzadko zajmują się rolnictwem, w większości zajmują się różnorodną działalnością w sektorze usług, zwłaszcza w hotelarstwie i bankowości.

## Sławni Bantowie
- Tuluva Narasa Nayaka, władca Królestwa Widźajanagaru
- A. B. Shetty: Założyciel Vijaya Bank
- Kayyara Kinyanna Rai: poeta
- Aishwarya Rai: aktorka Bollywood, była Miss World
- Sunil Shetty: aktor Bollywood
- Shilpa Shetty: aktorka Bollywood
- Shamita Shetty: aktorka Bollywood
- Prakash Rai: aktor, reżyser filmowy
- Vinay Rai: aktor Kollywood
- Anushka Shetty: aktorka Tollywood
- Ganesh Hegde: choreograf
- Gurukiran: kompozytor
- Sandeep Chowta: muzyk filmowy
- Rohit Shetty: reżyser filmowy
- Santosh Rai Pathaje: Director
- Ashish Kumar Ballal: były kapitan indyjskiej reprezentacji hokeja na trawie
- Shubha Poonja: aktorka
- Chidvilasananda: guru w tradycji siddha yoga
- Swami Nityanand: guru, założyciel Shanti Mandir
- Reshma Shetty: aktorka indyjsko-amerykańska
- Suresh Shetty: minister w rządzie stanowym Maharasztry
- Salil Shetty: Sekretarz Generalny Amnesty International